# قائمة قرى محافظة كفر الشيخ
قرى محافظة كفر الشيخ هي وحدات سكنية وإدارية صغيرة في محافظة كفر الشيخ في مصر، تجمعها وحدات إدارية أكبر تسمّى بـ المراكز، وقد تدرّج ظهور تلك القرى عبر الزمن لتغيّر المساحة المنزرعة سواء بالنقصان نتيجة انقطاع وصول مياه الري أو الشرب لها أو غرق المنازل في فيضان النيل أو زحف الصحراء أو هدم القرى أثناء الحروب أو الثورات؛ أو بالزيادة نتيجة زيادة السكان أو استصلاح الأراضي.
لذا كانت تُجرى عمليات مساحة للأراضي من آن لآخر في مصر لحصرها وتقدير حجم الخراج الذي يمكن استخلاصه من الأراضي المزروعة تُسمّى بـ الرّوك وتُسجّل فيه مساحات أراضي القرى في الوحدات الإدارية الكبرى المعروفة بالكور ثم بالأعمال، وكيفية توزيع مصارفها.

## قرى تاريخية
القرى التاريخية هي القرى التي ثبُت تواجدها قبل الفتح الإسلامي لمصر أو أثناءه.
| القرية        | المركز    | قبل الفتح               | الروك الصلاحي             | الروك الصلاحي | الروك الناصري         | الروك الناصري   | التربيع العثماني  | التربيع العثماني | تاريخ 1228هـ/1812م | تاريخ 1228هـ/1812م | ملاحظات                                  |
| القرية        | المركز    | قبل الفتح               | الاسم                     | التبعية       | الاسم                 | التبعية         | الاسم             | التبعية          | الاسم              | التبعية            | ملاحظات                                  |
| ------------- | --------- | ----------------------- | ------------------------- | ------------- | --------------------- | --------------- | ----------------- | ---------------- | ------------------ | ------------------ | ---------------------------------------- |
| بلطيم         | البرلس    | أتوم Atoum              | بلطيم                     | النستراوية    | بلطيم                 | النستراوية      | بلطيم             | الغربية          | بلطيم              | الغربية            |                                          |
| برج البرلس    | البرلس    | بارالوس Paralos         | البرلس                    | النستراوية    | البرلس                | النستراوية      | البرج             | الغربية          | البرج              | الغربية            | تغير الاسم حديثًا إلى برج البرلس.         |
| أبشان         | بيلا      | بشنامونيس Paschnamounis | إبشان                     | الغربية       | إبشان                 | الغربية         | إبشان             | الغربية          | إبشان              | الغربية            |                                          |
| شباس الشهداء  | دسوق      | كاباسا Cabasa           | شباس المدينة              | الغربية       | شباس سنقر شباس الشهدا | الغربية         | شباس الشهدا       | الغربية          | شباس الشهداء       | الغربية            |                                          |
| سنهور المدينة | دسوق      | سنهوري Sunhouri         | سنهور المدينة             | الغربية       | سنهور المدينة         | الغربية         | سنهور المدينة     | الغربية          | سنهور المدينة      | الغربية            |                                          |
| شابة          | دسوق      | شيبي Chebi              | شابة                      | الغربية       | شابة                  | الغربية         | شابة              | الغربية          | شابة               | الغربية            |                                          |
| دمرو سليمان   | دسوق      | تمرو Tiemro             | دمرو الغربية ومحلة سليمان | الغربية       | دمرو ومحلة سليمان     | الغربية         | دمرو ومحلة سليمان | الغربية          | دمرو سليمان        | الغربية            |                                          |
| دمنكة         | دسوق      | دمينكا                  | دُمينكا                    | الغربية       | دمينكا                | الغربية         | دمينكا            | الغربية          | دمنكة              | الغربية            |                                          |
| إبطو          | دسوق      | بوتو Bouto              | بطوا                      | الغربية       | ابطو                  | الغربية         | إبطو              | الغربية          | إبطو               | الغربية            |                                          |
| سيدي سالم     | سيدي سالم | فراجونين Phargonin      | الفراجون                  | الغربية       | الفراجون              | الغربية         | الفراجون          | الغربية          | كوم سيدي سالم      | الغربية            |                                          |
| تيدة          | سيدي سالم | توات Toit               | تيدا                      | الغربية       | تيده                  | الغربية         | تيده              | الغربية          | تيدة               | الغربية            |                                          |
| فوه           | فوه       | بوي Poei                | فوه                       | الغربية       | فوه                   | فوه والمزاحمتين | فوه               | الغربية          | فوه                | الغربية            |                                          |
| قبريط         | فوه       | كُبريت Koprit            | كبريت قبريت               | الغربية       | قبريط كبريت           | الغربية         | قبريط             | الغربية          | قبريط              | الغربية            |                                          |
| نشرت          | قلين      | ناشرت Naschart          | نشرت                      | الغربية       | نشرت                  | الغربية         | نشرت              | الغربية          | نشرت               | الغربية            |                                          |
| المنشلين      | قلين      | بنشليل Banschalil       | البنشليل                  | الغربية       | البنشليل              | الغربية         | المنشليل          | الغربية          | المنشلين           | الغربية            | قال ابن الجيعان أنها من كفور شباس انباره |
| طويلة نشرت    | قلين      | أورين Hourine           | أورين نشرت الطويلة        | الغربية       | الطويلة بنشرت         | الغربية         | الطويلة بنشرت     | الغربية          | طويلة نشرت         | الغربية            |                                          |
| شنو           | كفر الشيخ | سشنو Sechnou            | شنو                       | الغربية       | شنو                   | الغربية         | شنو               | الغربية          | شنو                | الغربية            |                                          |
| نصرة          | كفر الشيخ | بر نسرت Per nesrt       | محلة نصرية                | الغربية       | نصرية                 | الغربية         | نصرية             | الغربية          | نصرة               | الغربية            |                                          |

## قرى الروك الصلاحي
قرى الروك الصلاحي هي القرى الباقية إلى اليوم، والتي ثبت تواجدها في وقت الروك الصلاحي الذي أجراه السلطان الأيوبي صلاح الدين يوسف بن أيوب سنة 572هـ/1177م، ونقل الأسعد بن مماتي أسمائها في كتابه قوانين الدواوين.
| القرية            | المركز    | الروك الصلاحي           | الروك الصلاحي   | الروك الناصري           | الروك الناصري   | التربيع العثماني      | التربيع العثماني | تاريخ 1228هـ             | تاريخ 1228هـ | ملاحظات                                          |
| القرية            | المركز    | الاسم                   | التبعية         | الاسم                   | التبعية         | الاسم                 | التبعية          | الاسم                    | التبعية      | ملاحظات                                          |
| ----------------- | --------- | ----------------------- | --------------- | ----------------------- | --------------- | --------------------- | ---------------- | ------------------------ | ------------ | ------------------------------------------------ |
| بيلا              | بيلا      | بيولا                   | الغربية         | بيولا                   | الغربية         | بيولا                 | الغربية          | بيلا                     | الغربية      |                                                  |
| العلامية          | بيلا      | طوخ إبشان               | الغربية         | طوخ إبشان               | الغربية         | طوخ إبشان             | الغربية          | العلامية                 | الغربية      |                                                  |
| كوم الحجنة        | بيلا      | كوم الراقوبة            | الغربية         | كوم الراقوبة            | الغربية         | كوم الراقوبة          | الغربية          | كوم الحجنة               | الغربية      |                                                  |
| كفر الجرايدة      | بيلا      | محلتي أبكم وأم عيسى     | الغربية         | أم عيسى أبكم            | الغربية         | أم عيسى               | الغربية          | كفر الجرايدة             | الغربية      |                                                  |
| كفر العجمي        | بيلا      | بسوط نهيسه              | الغربية         | بساط الأحلاف            | الغربية         | بساط الأحلاف          | الغربية          | كفر العجمي               | الغربية      |                                                  |
| دسوق              | دسوق      | دسوق                    | الغربية         | دسوق                    | الغربية         | دسوق                  | الغربية          | دسوق                     | الغربية      |                                                  |
| محلة دياي         | دسوق      | دييه محلة دييه          | الغربية         | محلة دييه               | الغربية         | محلة دييه             | الغربية          | محلة دياي                | الغربية      |                                                  |
| محلة أبو علي      | دسوق      | محلة أبو علي الغربية    | الغربية         | محلة أبي علي الغربية    | الغربية         | محلة أبو علي الغربية  | الغربية          | محلة أبو علي الغربية     | الغربية      | حديثًا، حذفت كلمة الغربية.                        |
| جماجمون           | دسوق      | دميجمون                 | الغربية         | دميجمون                 | الغربية         | دميجمون               | الغربية          | جمجمون                   | الغربية      |                                                  |
| كنيسة السرادوسي   | دسوق      | كنيسة سردوس             | الغربية         | كنيسة سردوس             | الغربية         | كنيسة سردوس           | الغربية          | كنيسة السرادوسي          | الغربية      |                                                  |
| أبيوقا            | دسوق      | بيوقه                   | الغربية         | أبيوقه                  | الغربية         | أبيوقه                | الغربية          | أبيوقا                   | الغربية      |                                                  |
| الصافية           | دسوق      | الصافية                 | الغربية         | الصافية                 | الغربية         | الصافية               | الغربية          | الصافية                  | الغربية      |                                                  |
| العجوزين          | دسوق      | بقليس                   | الغربية         | العروستين               | الغربية         | العروستين             | الغربية          | العجوزين                 | الغربية      |                                                  |
| الشون             | دسوق      | بسوط                    | الغربية         | العروستين               | الغربية         | العروستين             | الغربية          | الشون                    | الغربية      |                                                  |
| شباس الملح        | دسوق      | شباس الملح              | الغربية         | شباس الملح              | الغربية         | شباس الملح            | الغربية          | شباس الملح               | الغربية      |                                                  |
| محلة مالك         | دسوق      | محلة مالك               | الغربية         | محلة مالك               | الغربية         | محلة مالك             | الغربية          | محلة مالك                | الغربية      |                                                  |
| سنديون            | فوه       | سنديون                  | فوه والمزاحمتين | سنديون                  | فوه والمزاحمتين | سنديون                | الغربية          | سنديون                   | الغربية      |                                                  |
| منية الأشراف      | فوه       | منية الأشراف            | الغربية         | منية الأشراف            | الغربية         | منية الأشراف          | الغربية          | منية الأشراف             | الغربية      |                                                  |
| البكاتوش          | قلين      | البقتوش                 | الغربية         | البكتوش                 | الغربية         | البكتوش               | الغربية          | البكاتوش                 | الغربية      |                                                  |
| شباس عمير         | قلين      | شباس انباره             | الغربية         | شباس انباره شباس عمير   | الغربية         | شباس عمير             | الغربية          | شباس عمير                | الغربية      |                                                  |
| مطوبس             | مطوبس     | نطوبس الرمان            | فوه والمزاحمتين | نطوبس الرمان            | فوه والمزاحمتين | نطوبس الرمان          | الغربية          | مطوبس                    | الغربية      |                                                  |
| منية المرشد       | مطوبس     | منية بني مرشد           | النستراوية      | منية بني مرشد           | فوه والمزاحمتين | منية بني مرشد         | الغربية          | منية المرشد              | الغربية      |                                                  |
| أبو تمادة         | كفر الشيخ | بو تمادة                | الغربية         | أبو تمادة               | الغربية         | أبو تمادة             | الغربية          | أبو تمادة                | الغربية      |                                                  |
| إدريجة            | كفر الشيخ | محلة جريج               | الغربية         | محلة جريجة              | الغربية         | محلة جريجة            | الغربية          | أدريجة                   | الغربية      |                                                  |
| أريمون            | كفر الشيخ | أرميون                  | الغربية         | أرميون                  | الغربية         | أريمون                | الغربية          | أريمون                   | الغربية      |                                                  |
| إسحاقة            | كفر الشيخ | محلة إسحق               | الغربية         | محلة إسحاق              | الغربية         | محلة إسحاق            | الغربية          | إسحاقة                   | الغربية      |                                                  |
| البخانيس          | كفر الشيخ | البخانس                 | الغربية         | البخانس                 | الغربية         | البخانس               | الغربية          | البخانيس                 | الغربية      |                                                  |
| الحدود            | كفر الشيخ | الحدّين                  | الغربية         | الحدود                  | الغربية         | الحدود                | الغربية          | الحدود                   | الغربية      |                                                  |
| الحلافي           | كفر الشيخ | حصة حلافي               | الغربية         | حصة حلافي               | الغربية         | حصة حلافي             | الغربية          | كفر الحلافي              | الغربية      | تغير الاسم إلى الحلافي سنة 1259هـ/1843م.         |
| الحمرا            | كفر الشيخ | الحمرا الشرقية والغربية | الغربية         | الحمرا الشرقية والغربية | الغربية         | حمرة خطاب وحمرة أورين | الغربية          | الحماير                  | الغربية      | سنة 1275هـ/1859م، تغير الاسم إلى الحمرا.         |
| الخادمية          | كفر الشيخ | محلة الخادم             | الغربية         | محلة الخادم             | الغربية         | محلة الخادم           | الغربية          | الخادمية                 | الغربية      |                                                  |
| الشمارقة          | كفر الشيخ | شبرا مريق               | الغربية         | شبرى مريق               | الغربية         | شبرا مريق             | الغربية          | الشمارقة                 | الغربية      |                                                  |
| الطايفة           | كفر الشيخ | الطايفة                 | الغربية         | الطايفة                 | الغربية         | الطايفة               | الغربية          | الطايفة                  | الغربية      |                                                  |
| القرضا            | كفر الشيخ | أفما                    | الغربية         | أفما                    | الغربية         | أفما القرضا           | الغربية          | القرضا                   | الغربية      | قال ابن مماتي أنها من كفور سخا.                  |
| النطاف            | كفر الشيخ | النطاف                  | الغربية         | النطاف                  | الغربية         | النطاف                | الغربية          | النطاف                   | الغربية      |                                                  |
| الورق             | سيدي سالم | الورق                   | الغربية         | الورق                   | الغربية         | الورق                 | الغربية          | الورق                    | الغربية      |                                                  |
| الوزيرية          | الرياض    | الوزيرية                | الغربية         | الوزيرية                | الغربية         | الوزيرية              | الغربية          | الوزيرية                 | الغربية      |                                                  |
| بطيطة             | كفر الشيخ | محلة بطيط               | الغربية         | بطيطة                   | الغربية         | بطيطة                 | الغربية          | بطيطة                    | الغربية      |                                                  |
| بقلولة            | الرياض    | بقولة                   | الغربية         | بقولة                   | الغربية         | بقولة                 | الغربية          | بقلولة أريمون            | الغربية      | سنة 1259هـ/1843م، اختصر الاسم إلى بقلولة.        |
| بلشاشة            | كفر الشيخ | بلشاشة                  | الغربية         | بلشاشة                  | الغربية         | بلشاشة                | الغربية          | بلشاشة                   | الغربية      |                                                  |
| حليس              | كفر الشيخ | شبرا سرينة              | الغربية         | شبرى سرينة              | الغربية         | شبرى سرينة            | الغربية          | شبرا سرينة حليس          | الغربية      | في سنة 1259هـ/1843م، استقر اسم القرية باسم حليس. |
| دفرية             | كفر الشيخ | دفرية                   | الغربية         | دفرية                   | الغربية         | دفرية                 | الغربية          | دفرية                    | الغربية      |                                                  |
| دقلت              | كفر الشيخ | دقلت                    | الغربية         | دقلت                    | الغربية         | دقلت                  | الغربية          | دقلت                     | الغربية      |                                                  |
| دقميرة            | كفر الشيخ | دقميرة                  | الغربية         | دقميرة                  | الغربية         | دقميرة                | الغربية          | دقميرة                   | الغربية      |                                                  |
| رزقة الشناوي      | كفر الشيخ | ديرب                    | الغربية         | ديرب                    | الغربية         | ديرب                  | الغربية          | رزقة الشناوي             | الغربية      |                                                  |
| رزقة أماي         | كفر الشيخ | منية أمويه              | الغربية         | منية أمويه              | الغربية         | منية أمويه            | الغربية          | رزقة أمييه               | الغربية      | وفي سنة 1297هـ/1880م، تغير الاسم إلى رزقة أماي.  |
| روينة             | كفر الشيخ | أروينة                  | الغربية         | أروينة                  | الغربية         | أروينة                | الغربية          | روينة                    | الغربية      |                                                  |
| سيدي غازي         | كفر الشيخ | دير شبرا كلسا           | الغربية         | دير شبرا كلسا           | الغربية         | زاوية غازي            | الغربية          | الكفر الغربي             | الغربية      | في سنة 1358هـ/1939م، تغير الاسم إلى سيدي غازي.   |
| شالمة             | سيدي سالم | شلمى                    | الغربية         | شلمى                    | الغربية         | شلمى                  | الغربية          | شالمة                    | الغربية      |                                                  |
| صندلا             | كفر الشيخ | سندلا                   | الغربية         | صندلا                   | الغربية         | صندلا                 | الغربية          | صندلا                    | الغربية      |                                                  |
| قلين              | قلين      | قلين                    | الغربية         | قلين                    | الغربية         | قلين                  | الغربية          | قلين                     | الغربية      |                                                  |
| كفر الشيخ         | كفر الشيخ | دُمينقون                 | الغربية         | دمينقون                 | الغربية         | دميلقون               | الغربية          | دميلاقونة كفر الشيخ طلحة | الغربية      | في سنة 1236هـ/1821م، تغير الاسم إلى كفر الشيخ.   |
| كفر المنشي البحري | كفر الشيخ | أم دينار                | الغربية         | أم دينار                | الغربية         | أم دينار              | الغربية          | كفر المنشي البحري        | الغربية      |                                                  |
| كفر عسكر          | كفر الشيخ | الجعفرية                | الغربية         | الجعفرية                | الغربية         | الجعفرية              | الغربية          | كفر عسكر                 | الغربية      |                                                  |
| متبول             | كفر الشيخ | متبول                   | الغربية         | متبول                   | الغربية         | متبول                 | الغربية          | متبول                    | الغربية      |                                                  |
| محلة القصب        | كفر الشيخ | محلة القصب الغربية      | الغربية         | محلة القصب الغربية      | الغربية         | محلة القصب الغربية    | الغربية          | محلة القصب               | الغربية      |                                                  |
| مسير              | كفر الشيخ | مسير                    | الغربية         | مسير                    | الغربية         | مسير                  | الغربية          | مسير                     | الغربية      |                                                  |
| منية مسير         | كفر الشيخ | منية مسير               | الغربية         | منية مسير               | الغربية         | منية مسير             | الغربية          | منية مسير                | الغربية      |                                                  |
| ميت الديبة        | قلين      | منية ديبية              | الغربية         | منية ديبية              | الغربية         | منية الديبة           | الغربية          | ميت الديبة               | الغربية      |                                                  |
| بلنكومة           | قلين      | بلنكونة                 | الغربية         | بلنكومة                 | الغربية         | بلنكومة               | الغربية          | بلنكومة                  | الغربية      |                                                  |
| قونة              | قلين      | قونة                    | الغربية         | قونة                    | الغربية         | قونة                  | الغربية          | قونة                     | الغربية      |                                                  |
| محلة موسى         | كفر الشيخ | محلة موسى               | الغربية         | محلة موسى               | الغربية         | محلة موسى             | الغربية          | محلة موسى                | الغربية      |                                                  |

## قرى الروك الناصري
قرى الروك الناصري هي القرى الباقية إلى اليوم، والتي استُحدثت بعد الروك الصلاحي، وقبل الروك الناصري الذي أجراه السلطان المملوكي الناصر محمد بن قلاوون سنة 715هـ/1315م، ونقل ابن الجيعان أسمائها في كتابه «التحفة السنية في أسماء البلاد المصرية».
| القرية         | المركز | الروك الناصري  | الروك الناصري   | التربيع العثماني | التربيع العثماني | تاريخ 1228هـ       | تاريخ 1228هـ | ملاحظات                                        |
| القرية         | المركز | الاسم          | التبعية         | الاسم            | التبعية          | الاسم              | التبعية      | ملاحظات                                        |
| -------------- | ------ | -------------- | --------------- | ---------------- | ---------------- | ------------------ | ------------ | ---------------------------------------------- |
| منية جناج      | دسوق   | منية جناج      | الغربية         | منية جناج        | الغربية          | منية جناج          | الغربية      |                                                |
| كفر السودان    | دسوق   | كوم السودان    | الغربية         | كوم السودان      | الغربية          | كفر السودان        | الغربية      |                                                |
| كفر العرب      | دسوق   | منية جعفر      | الغربية         | منية جعفر        | الغربية          | كفر جعفر كفر العرب | الغربية      | سنة 1259هـ/1843م، استقر الاسم على كفر العرب.   |
| منية قلين      | قلين   | منية قلين      | الغربية         | منية قلين        | الغربية          | منية قلين          | الغربية      |                                                |
| الغنيمي        | قلين   | منية عويش      | الغربية         | منية عويش        | الغربية          | منية عويش الغنيمي  | الغربية      | سنة 1259هـ/1843م، استقر اسمها الغنيمي رسميًا.   |
| حصة الغنيمي    | قلين   | حصة صندلا      | الغربية         | حصة صندلا        | الغربية          | الحصة بخطّ سنهور    | الغربية      | سنة 1260هـ/1844م، تغير الاسم إلى حصة الغنيمي.  |
| قزمان          | قلين   | قزمان          | الغربية         | قزمان            | الغربية          | قزمان              | الغربية      |                                                |
| المنشأة الكبرى | قلين   | المنشية الكبرى | الغربية         | المنشية الكبرى   | الغربية          | المنشأة الكبرى     | الغربية      |                                                |
| كفر المرازقة   | قلين   | كفر بوحوط      | الغربية         | كفر أبو حوط      | الغربية          | كفر الحويط         | الغربية      | سنة 1260هـ/1844م، تغير الاسم إلى كفر المرازقة. |
| الشقة          | قلين   | الشقة          | الغربية         | الشقة            | الغربية          | الشقة              | الغربية      |                                                |
| المنشأة الصغرى | قلين   | المنشية الصغرى | الغربية         | المنشية الصغرى   | الغربية          | المنشأة الصغرى     | الغربية      |                                                |
| برمبال         | مطوبس  | بورنباره       | فوه والمزاحمتين | بارنباره         | الغربية          | برنبال             | الغربية      | تغير اللفظ حديثًا إلى برمبال.                   |

## قرى العصر العثماني
قرى العصر العثماني هي القرى الباقية إلى اليوم، والتي استُحدثت في نهاية العصر المملوكي أو بعد التربيع العثماني الذي أجراه سليمان باشا الخادم والي مصر في عهد السلطان العثماني سليمان القانوني سنة 933هـ/1527م.
| القرية          | المركز | التربيع العثماني | التربيع العثماني | تاريخ 1228هـ          | تاريخ 1228هـ | ملاحظات                                                                                    |
| القرية          | المركز | الاسم            | التبعية          | الاسم                 | التبعية      | ملاحظات                                                                                    |
| --------------- | ------ | ---------------- | ---------------- | --------------------- | ------------ | ------------------------------------------------------------------------------------------ |
| كفر مجر         | دسوق   | كفر مجر          | الغربية          | كفر مجر               | الغربية      | تكوّن في العصر العثماني بفصله من أراضي ناحية شباس الشهداء.                                  |
| الإبراهيمية     | دسوق   | كفر إبراهيم      | الغربية          | كفر العرب كفر إبراهيم | الغربية      | انفصل في العصر العثماني عن أراضي ناحية دسوق.                                               |
| السالمية        | فوه    | السالمية         | الغربية          | السالمية              | الغربية      | فُصلت عن قرية قبريط في العصر العثماني.                                                      |
| معدية مهدي      | مطوبس  | عزبة المعدية     | الغربية          | عزبة المعدية          | الغربية      | فُصلت عن أراضي ناحية برنبال في العصر العثماني، وتغير الاسم إلى معدية مهدي سنة 1299هـ/1882م. |
| بني بكار        | مطوبس  | بني بكار         | الغربية          | بني بكار              | الغربية      | فُصلت عن قرية منية المرشد سنة 933هـ/1527م.                                                  |
| الجزيرة الخضراء | مطوبس  | الجزيرة الخضراء  | الغربية          | الجزيرة الخضراء       | الغربية      | فُصلت عن قرية برنبال سنة 933هـ/1527م.                                                       |
| القنى           | مطوبس  | القنى            | الغربية          | القنى                 | الغربية      | فُصلت عن قرية منية المرشد سنة 933هـ/1527م.                                                  |
| عزبة عمرو       | مطوبس  | عزبة عمرو        | الغربية          | عزبة عمرو             | الغربية      | فُصلت عن أراضي ناحية مطوبس في العصر العثماني.                                               |

## قرى العصر العلوي
قرى العصر العلوي هي القرى الباقية إلى اليوم، والتي استُحدثت في عهد أسرة محمد علي باشا الذي أمر سنة 1227هـ/1812م بفكّ زمام القطر المصري، وعمل مسح جديد للأراضي، وتسجيلها في ديوان جديد عُرف بـ تاريخ 1228هـ.
| القرية            | المركز    | ملاحظات |
| ----------------- | --------- | --- |
| الحماد            | البرلس    | فُصلت عن أراضي ناحية البرلس سنة 1352هـ/1933م.                                                                                            |
| البنائين          | البرلس    | فُصلت عن أراضي ناحية البرلس سنة 1352هـ/1933م.                                                                                            |
| الربع             | البرلس    | فُصلت عن أراضي ناحية سوق التلات سنة 1352هـ/1933م.                                                                                        |
| الساحل البحري     | البرلس    | فُصلت عن أراضي ناحية بُلوش سنة 1352هـ/1933م.                                                                                              |
| الساحل القبلي     | البرلس    | فُصلت عن أراضي ناحية الوهابية سنة 1352هـ/1933م.                                                                                          |
| الشهابية          | البرلس    | فُصلت عن أراضي ناحية البرلس سنة 1352هـ/1933م.                                                                                            |
| الشيخ مبارك       | البرلس    | فُصلت عن أراضي ناحية البرلس سنة 1352هـ/1933م.                                                                                            |
| الحامول           | الحامول   | فُصلت عن أراضي ناحية المعصرة سنة 1319هـ/1901م.                                                                                           |
| الزعفران          | الحامول   | فُصلت عن أراضي نواحي بيلا والكفر الشرقي والكوم الطويل سنة 1350هـ/1931م.                                                                  |
| الكفر الشرقي      | الحامول   | فُصل على أراضى ناحيتي محلتي يحنس ونامون سنة 1228هـ/1813م.                                                                                |
| الأبعادية البحرية | الحامول   | فُصلت عن أراضي برية الكفر الغربي سنة 1328هـ/1910م.                                                                                       |
| البنا             | الحامول   | فُصلت عن أراضي برية الكفر الغربي سنة 1328هـ/1910م.                                                                                       |
| الهمة             | بيلا      | فُصلت عن أراضي ناحية الكوم الطويل سنة 1333هـ/1915م.                                                                                      |
| عزبة بدوي         | بيلا      | فُصلت عن أراضي ناحية الكوم الطويل سنة 1333هـ/1915م.                                                                                      |
| حاذق              | بيلا      | فُصلت عن أراضي ناحية بيلا سنة 1338هـ/1920م.                                                                                              |
| الشطوط            | بيلا      | فُصلت عن أراضي ناحية كفر الجرايدة سنة 1319هـ/1901م.                                                                                      |
| كفر القتة         | بيلا      | فُصلت عن أراضي ناحية بهوت سنة 1228هـ/1813م.                                                                                              |
| الكوم الطويل      | بيلا      | فُصل على أراضي ناحية دمقش سنة 1228هـ/1813م.                                                                                              |
| صروة              | قلين      | فُصلت على أراضي ناحية كوم البركة سنة 1272هـ/1856م.                                                                                       |
| كفر أبو زيادة     | دسوق      | فُصلت عن أراضي ناحية الشون سنة 1341هـ/1922م.                                                                                             |
| أبو غنيمة         | سيدي سالم | فُصلت عن قرية شباس الملح سنة 1335هـ/1917م.                                                                                               |
| أبو مندور         | دسوق      | فُصلت عن أراضي نواحي المندورة والأصيفر سنة 1335هـ/1917م.                                                                                 |
| لاصيفر البلد      | دسوق      | فُصلت عن قرية إبطو سنة 1228هـ/1813م. |
| الروضة            | سيدي سالم | فُصلت عن أراضي ناحية الفقهاء البحرية سنة 1362هـ/1943م.                                                                                   |
| الفقهاء البحرية   | سيدي سالم | فُصلت عن قرية برية لاصيفر سنة 1338هـ/1920م.                                                                                              |
| الفقهاء القبلية   | سيدي سالم | فُصلت عن قرية برية لاصيفر سنة 1338هـ/1920م.                                                                                              |
| القصابي           | سيدي سالم | فُصلت عن قرية شباس الملح سنة 1335هـ/1917م.                                                                                               |
| المندورة          | دسوق      | فُصلت عن قرية شباس الملح سنة 1228هـ/1813م.                                                                                               |
| النوايجة          | دسوق      | فُصلت عن قرية إبطو سنة 1340هـ/1921م. |
| برية لاصيفر       | سيدي سالم | فُصلت عن قرية الأصيفر سنة 1318هـ/1900م.                                                                                                  |
| سد خميس           | سيدي سالم | فُصلت عن قرية المندورة سنة 1340هـ/1921م.                                                                                                 |
| كفر عبد الرحمن    | دسوق      | فُصلت عن قرية العجوزين سنة 1275هـ/1859هـ.                                                                                                |
| الزوامل           | فوه       | فُصلت عن قرية شباس الملح سنة 1340هـ/1921م.                                                                                               |
| الشباسية          | دسوق      | فُصلت عن قرية الشون سنة 1340هـ/1921م. |
| كفر الجزائر       | قلين      | فُصل عن قرية البكاتوش سنة 1259هـ/1843م.                                                                                                  |
| كفر الخير         | دسوق      | فُصل من ناحية محلة دياي سنة 1279هـ/1863م.                                                                                                |
| كفر أم يوسف       | دسوق      | فُصل عن ناحية سنهور المدينة سنة 1340هـ/1921م.                                                                                            |
| منشأة الشاذلي     | قلين      | فُصل عن قرية محلة دياي سنة 1272هـ/1856م باسم «كفر البراقين»، وتغير الاسم إلى منشأة الشاذلي سنة 1351هـ/1932م.                             |
| منشأة بطاح        | دسوق      | فُصلت عن قرية العجوزين سنة 1275هـ/1859م.                                                                                                 |
| منشأة علي أغا     | دسوق      | تكونت باقتطاع أراضي من نواحي دمرو سليمان وكنيسة السرادوسي وأبيوقا سنة 1331هـ/1913م.                                                     |
| شمشيرة            | فوه       | تكونت سنة 1228هـ/1813م. |
| الفتوح            | فوه       | فُصلت من أراضي قريتي قبريط وعزبة عمرو سنة 1341هـ/1922م.                                                                                  |
| بريدعة            | مطوبس     | فُصلت عن قرية برمبال سنة 1260هـ/1844م.                                                                                                   |
| عزب الخليج        | مطوبس     | تكونت سنة 1260هـ/1844م على أراضي واقعة على خليج برنبال.                                                                                 |
| عزب الخليج بحري   | مطوبس     | تكونت سنة 1260هـ/1844م على أراضي واقعة على خليج برنبال.                                                                                 |
| عزب الغرب         | مطوبس     | فُصلت عن قرية برمبال سنة 1260هـ/1844م.                                                                                                   |
| القومسيون شرق     | مطوبس     | فُصلت عن أراضي ناحيتي عزبة عمرو وقبريط سنة 1320هـ/1902م باسم «القومسيون»، وانقسمت القرية إلى «القومسيون شرق» و«القومسيون غرب» سنة 1966م. |
| القومسيون غرب     | مطوبس     | فُصلت عن أراضي ناحيتي عزبة عمرو وقبريط سنة 1320هـ/1902م باسم «القومسيون»، وانقسمت القرية إلى «القومسيون شرق» و«القومسيون غرب» سنة 1966م. |
| برج مغيزل         | مطوبس     | فُصلت عن قرية الجزيرة الخضراء سنة 1275هـ/1859م.                                                                                          |
| عزب الوقف بحري    | مطوبس     | تكونت في أراضي الجزء الشمالي لمركز فوه سنة 1275هـ/1859م باسم «عزب الوقف»، وانقسمت سنة 1320هـ/1902م إلى بحري وقبلي.                      |
| عزب الوقف قبلي    | مطوبس     | تكونت في أراضي الجزء الشمالي لمركز فوه سنة 1275هـ/1859م باسم «عزب الوقف»، وانقسمت سنة 1320هـ/1902م إلى بحري وقبلي.                      |
| إبيانة            | مطوبس     | فُصلت عن قرية منية المرشد سنة 1230هـ/1815م.                                                                                              |
| العاقولة          | الرياض    | فُصلت عن قرية بقلولة سنة 1228هـ/1813م.                                                                                                   |
| الرياض            | الرياض    | فُصلت من أراضي نواحي الوزيرية وبقلولة والعاقولة سنة 1351هـ/1932م باسم «الوحال»، وتغير الاسم حديثًا إلى الرياض.                            |
| العباسية          | الرياض    | فُصلت عن قرية الوزيرية سنة 1350هـ/1931م.                                                                                                 |
| العمدان           | الرياض    | فُصلت سنة 1275هـ/1859م عن قرية شالمة. |
| منشأة سلامة       | الرياض    | فٌصلت عن قرية بقلولة سنة 1362هـ/1943م.                                                                                                   |
| منشأة عقل         | سيدي سالم | فٌصلت عن قرية شالة سنة 1348هـ/1929م. |
| الهندسة           | سيدي سالم | فُصلت عن قرية تيدة سنة 1359هـ/1940م. |
| كفر المشارقة      | سيدي سالم | فُصلت عن قرية تيدة سنة 1359هـ/1940م. |
| منشأة أبو علي     | سيدي سالم | فٌصلت عن قرية تيدة سنة 1359هـ/1940م. |
| الحدادي           | سيدي سالم | فُصلت عن قرية تيدة سنة 1335هـ/1917م. |
| منشأة المصري      | سيدي سالم | فٌصلت عن أراضي ناحيتي شالمة ومنشاة عقل سنة 1351هـ/1932م.                                                                                 |
| منشأة عباس        | سيدي سالم | فٌصلت عن قرية شالة سنة 1348هـ/1929م. |
| بريد وكفر يوسف    | سيدي سالم | فُصلت عن قرية تيدة سنة 1228هـ/1813م. |
| كفر تيدة          | سيدي سالم | فُصلت عن قرية تيدة سنة 1228هـ/1813م. |
| الكردي            | قلين      | فُصلت من أراضي قرى نشرت وقزمان وشباس عمير سنة 1351هـ/1932م.                                                                              |
| الكفر البحري      | قلين      | فُصلت عن قرية المنشأة الكبرى سنة 1265هـ/1849م.                                                                                           |
| كفر المشايخ       | قلين      | فُصلت عن قرية المنشأة الكبرى سنة 1275هـ/1859م.                                                                                           |
| كفر يوسف حنس      | قلين      | فُصلت عن قرية طويلة نشرت سنة 1275هـ/1859م.                                                                                               |
| كفر يوسف داود     | قلين      | فٌصلت عن قرية طويلة نشرت سنة 1275هـ/1859م.                                                                                               |
| أبعادية الروضة    | كفر الشيخ | فُصلت عن قرية رزقة الشناوي سنة 1333هـ/1915م.                                                                                             |
| الخضيري           | كفر الشيخ | فُصلت عن قرية قراجة سنة 1264هـ/1848م. |
| الكفر الجديد      | كفر الشيخ | فُصلت عن قرية الحمرا سنة 1265هـ/1849م.                                                                                                   |
| المرابعين         | كفر الشيخ | فُصلت عن قرية دقميرة سنة 1228هـ/1813م.                                                                                                   |
| كفر أبو طبل       | كفر الشيخ | فُصل عن ناحية سخا سنة 1275هـ/1859م. |
| كفر الحمراوي      | كفر الشيخ | فُصلت عن ناحية سخا سنة 1275هـ/1859م. |
| كفر الطايفة       | كفر الشيخ | فُصل عن قرية الطايفة سنة 1228هـ/1813م.                                                                                                   |
| كفر دفرية         | كفر الشيخ | فُصلت عن قرية دفرية سنة 1228هـ/1813م. |
| كفر متبول         | كفر الشيخ | فُصلت عن قرية متبول سنة 1264هـ/1848م. |
| قراجة             | كفر الشيخ | فُصلت عن قرية إسحاقة سنة 1228هـ/1813م.                                                                                                   |
| الطرابية          | كفر الشيخ | فُصلت عن قرية الطرابية سنة 1228هـ/1813م.                                                                                                 |
| كفر المرابعين     | كفر الشيخ | فُصلت عن قرية المرابعين سنة 1231هـ/1816م.                                                                                                |
| منشأة شبراطو      | قلين      | فُصلت من أراضي ناحيتي كنسية شبراطو وقونة سنة 1360هـ/1941م.                                                                               |

## قرى العصر الجمهوري
قرى العصر الجمهوري هي القرى التي استحدثت بعد سقوط الحكم الملكي في مصر.
- أبو أحمد، سيدي سالم
- أبو دراز، فوه فُصلت عن قرية قبريط سنة 1982م.[112]
- أبو رية، الرياض
- أبو عليوة الغربية، سيدي سالم
- أبو مصطفى، الرياض أصلها عزبة تابعة لناحية الوزيرية.[113]
- إصلاح شالما، سيدي سالم
- أم سن الكبرى، الرياض أصلها عزبة تتبع ناحية الحلافي،[114] وفُصلت عنها سنة 1986م.[112]
- بر بحري، البرلس
- البرية، الرياض
- البشاير، الرياض فُصلت عن قرية أبو رية سنة 2005م.[112]
- الحصفة، الرياض أصلها عزبة تتبع ناحية الوزيرية.[115]
- الحوة، بيلا أصلها عزبة تتبع كفر الجرايدة.[116]
- الخوالد، سيدي سالم فُصلت عن قرية الهندسة سنة 1981م.[112]
- دار السلام، بيلا
- دمرو، سيدي سالم فُصلت عن قرية الحدادي سنة 1986م.[112]
- الرصيف، الرياض
- الرغامة، الرياض أصلها عزبة تتبع ناحية الوزيرية.[117]
- الصالحات، سيدي سالم
- الضبعة، الرياض
- عربان، فوه
- العياش، البرلس فُصلت عن قرية الحماد سنة 1965م.[112]
- العيسوية، سيدي سالم
- فرج، الرياض أصلها عزبة تتبع ناحية الوزيرية.[118]
- قطاع الحامول، الحامول
- قطاع منصور، الحامول
- كفر إبراهيم، دسوق أصلها عزبة تتبع ناحية دسوق.[119]
- كوم الحجر، الحامول
- كوم الدهب البحرية، سيدي سالم
- المثلث، الرياض
- مصطفى كامل، كفر الشيخ فُصلت عن قرية بلشاشة سنة 2005م.[112]
- منشأة زعلوك، دسوق
- منشأة الصفا، كفر الشيخ فُصلت عن قرية دقلت سنة 1981م.[112]
- منشأة عجلان، قلين فُصلت عن قريتي الغنيمي وحصة الغنيمي سنة 1984م.[112]
- المنشأة المستجدة، فوه
- الناصرية، بيلا فُصلت عن قرية الكوم الطويل سنة 1965م.[112]

## قرى اندثرت في محافظة كفر الشيخ
| القرية           | ملاحظات |
| ---------------- | --- |
| أبخات            | ذكرها ابن الجيعان في أعمال الغربية، ومحلها اليوم «حوض أبو الحلوف» التابع لقرية الكوم الطويل. |
| أبيره والسخاوية  | ذكرها ابن الجيعان في أعمال الغربية، ومحلها اليوم «حوض السخاوية» التابع لقرية أريمون. |
| أطباقة           | ذكرها ابن مماتي وابن الجيعان في أعمال الغربية، ومحلها اليوم «حوض ضباقة» التابع لقرية شباس الملح. |
| إقريط الخراب     | ذكرها ابن مماتي، وقال هي من كفور سخا من أعمال الغربية، وابن الجيعان وقال هي من كفور شباس من أعمال الغربية، ومحلها اليوم «حوض إقريط» التابع لقرية الشون. |
| الجميزي          | ذكرها ابن الجيعان في أعمال الغربية، ومحلها اليوم «حوض الجميزي» التابع لناحية سيدي غازي. |
| الخالدية         | ذكرها ابن مماتي في أعمال الغربية، وأرضها اليوم ضمن أراضي ناحية الوزيرية. |
| الركنية          | ذكرها ابن الجيعان في أعمال الغربية، وقال وهي «الحدين»، ومحلها اليوم «حوض الحدين» التابع لقرية شباس الشهداء. |
| الطيار           | ذكرها ابن الجيعان في أعمال الغربية، وأرضها اليوم ضمن أراضي ناحية حصة الغنيمي. |
| الفراجون         | ذكرها أميلينو باسم «فراجونين Phragonin»، كما ذكرها ياقوت الحموي في معجم البلدان باسم «الأفراحون» وذكر ابن خرداذبة أنها من كور مصر القديمة. ثم ذكرها ابن الجيعان في أعمال الغربية، وظلت قائمة حتى سنة 1224هـ/1809م حيث ألغي زمامها وأضيفت أرضها لقرية تيدة.                                                                                            |
| المحيدلات        | ذكرها ابن الجيعان في أعمال الغربية، وقال هي من كفور شباس انبارة، وأرضها اليوم ضمن أراضي قرية البكاتوش. |
| المريج           | ذكرها ابن الجيعان في أعمال الغربية، وقال هي من كفور شباس انبارة، وأرضها اليوم ضمن أراضي قرية البكاتوش. |
| المعتمدين        | ذكرها ابن مماتي في أعمال الغربية، وقال هي من كفور سخا، وأرضها اليوم ضمن أراضي قرية شالمة. |
| المنوفية         | ذكرها ابن مماتي باسم «المنوفية بالسنهورية» وابن الجيعان مجموعة مع الصافية في أعمال الغربية، ومحلها اليوم «حوض المنايفة» التابع لناحية الصافية وميت الحميد. |
| أم الديس         | ذكرها ابن الجيعان في أعمال الغربية، ومحلها اليوم «حوض الديسة» التابع لناحية سخا الواقعة ضمن مدينة كفر الشيخ. |
| برجين            | ذكرها ابن مماتي وابن الجيعان باسم «برجيم» في أعمال الغربية، وأرضها اليوم ضمن أراضي ناحية أبو مندور. |
| بركة إبراهيم     | ذكرها ابن الجيعان في أعمال الغربية،, ارضها اليوم تابعة لناحية محلة القصب. |
| بركة شنودة       | ذكرها ابن مماتي في أعمال الغربية، ومحلها اليوم «حوض أبو شنودة» التابع لناحية محلة القصب. |
| بيسوس            | ذكرها ابن مماتي في أعمال الغربية، وأرضها اليوم تابعة لناحية بقلولة. |
| بينكوا           | ذكرها ابن مماتي وابن الجيعان في أعمال الغربية، ومحلها اليوم «حوض الخليج وبنكو» التابع لناحية الورق. |
| جرجنوب           | ذكرها ابن مماتي في أعمال الغربية، وأرضها اليوم بالقرب من قرية الكوم الطويل. |
| حوض الأربعين     | ذكرها ابن مماتي وابن الجيعان في أعمال الغربية، وأرضها اليوم ضمن أراضي قرية الوزيرية. |
| حوض البصال       | ذكرها ابن الجيعان في أعمال الغربية، وأرضها اليوم محلها «حوض البصال» التابع لأراضي قرية شباس الشهداء. |
| حوض الرومي       | ذكرها ابن مماتي في أعمال الغربية، وأرضها اليوم ضمن أراضي قرية شابة. |
| دكرو             | ذكرها ابن مماتي وابن الجيعان في أعمال الغربية، وأرضها اليوم محلها حوض «دكروه» التابع لأراضي قرية بقلولة. |
| دماليج           | ذكرها ابن الجيعان ضمن أعمال فوه والمزاحمتين، كما وردت في تاريخ سنة 1228هـ/1813م، ثم مع زيادة العمران تداخلت مساكنها مع مساكن مدينة فوه، وانقسمت أراضيها بين فوه وقبريط. |
| دماية            | ذكرها ابن مماتي وابن الجيعان في أعمال الغربية، وأرضها اليوم محلها حوض «الدمائية» التابع لأراضي قرية ميت الديبة. |
| دماية شابة       | ذكرها ابن الجيعان في أعمال الغربية، وأرضها اليوم ضمن أراضي قرية محلة القصب. |
| دمقش             | ذكرها ابن مماتي وابن الجيعان في أعمال الغربية، وأرضها اليوم محلها قرية الكوم الطويل. |
| دمنجرج           | ذكرها ابن مماتي وابن الجيعان في أعمال الغربية، وكانت تقع في المنطقة بين سخا وشباس الملح. |
| سخا              | قرية تاريخية كان اسمها قديمًا (بالإنجليزية: Skhouy)، وكانت قبل الفتح الإسلامي لمصر قاعدة لأحد أقسام الوجه البحري الإدارية، وظلت في العصر الإسلامي من النواحي الرئيسية، فقد ذكر ابن خرداذبة أنها كانت قاعدة لأحد كور مصر، وذكرها ابن مماتي وابن الجيعان في أعمال الغربية، ومع توسّع مدينة كفر الشيخ، أُلغيت قرية سخا سنة 1965م، ودُمجت مع مدينة كفر الشيخ. |
| سردوس            | ذكرها ابن مماتي وابن الجيعان في أعمال الغربية، وأرضها اليوم ضمن أراضي قرية شباس الملح. |
| سرمادة           | ذكرها ابن مماتي باسم «سرمادة»، وابن الجيعان مُحرّفة باسم «سريادة»، ومحلها اليوم «حوض صرمادة» التابع لقرية قونة. |
| سنتمويه          | ذكرها ابن مماتي وابن الجيعان في أعمال الغربية، وأرضها اليوم ضمن أراضي ناحية سيدي غازي. |
| شبرا كلسا        | ذكرها ابن مماتي وابن الجيعان في أعمال الغربية، وأرضها اليوم تابعة لناحية سيدي غازي. |
| شبرا لوق         | ذكرها ابن مماتي وابن الجيعان في أعمال الغربية، وأرضها اليوم تابعة لناحية الورق. |
| شواده            | ذكرها ابن مماتي وابن الجيعان في أعمال الغربية، وأرضها اليوم تابعة لناحية بيلا. |
| طنطو             | كانت من القرى التاريخية التي ثبُت تواجدها قبل الفتح الإسلامي لمصر، وكان اسمها قبل الفتح (بالإنجليزية: Pteneto) حرّف العرب اسمها مع الوقت، فصارت تُعرف بـ «طنطو» التي ذكرها ابن مماتي وابن الجيعان في أعمال الغربية، وقد اندثرت اليوم، وأرضها ضمن أراضي ناحية دسوق.                                                                                       |
| ظهر الجمل        | ذكرها ابن الجيعان في أعمال الغربية، ومحلها اليوم «حوض ظهر الجمل» التابع لأراضي ناحية الشقة. |
| قليب نويش        | ذكرها ابن الجيعان محرفة باسم «قليب يونس» في أعمال الغربية، ومحلها اليوم ناحية كفر أبو زيادة. |
| كميس             | من النواحي التاريخية، ذكرها هيرودوت، وقال سترابو أنها هي مدينة «Hermopolis» أحد مراكز عبادة أبوللو القديمة، ثم تحرّف اسمها في العصر القبطي إلى «Chemmis» التي جعلها العرب «كميس». ذكرها ابن الجيعان باسم «كميس» في أعمال الغربية، وقد اندثرت اليوم وأرضها ضمن أراضي ناحية سيدي غازي.                                                                   |
| كوم البركة       | ذكرها ابن الجيعان باسم «كوم البركة» التي تٌعرف بـ «كوم الجن» في أعمال الغربية، ومحلها اليوم «حوض كوم البركة» التابع لناحية صروة. |
| كوم الرمل        | ذكرها ابن الجيعان في أعمال الغربية، وقال هي من كفور شباس، ومحلها اليوم «حوض الرمل» التابع لناحية العجوزين. |
| كوم المسك        | ذكرها ابن مماتي في أعمال الغربية، وأرضها اليوم تابعة لناحية الحدادي. |
| كوم بخات         | ذكرها ابن مماتي في أعمال الغربية، وأرضها اليوم ضمن أراضي ناحية الكوم الطويل. |
| كوم سلام         | ذكرها ابن مماتي وابن الجيعان في أعمال الغربية، ومحلها اليوم «حوض أبو سلام» التابع لأراضي ناحية بيلا. |
| كيمان الصويت     | ذكرها ابن الجيعان في أعمال الغربية، وأرضها اليوم ضمن أراضي ناحية كفر الجرايدة. |
| محلة العلوي      | ذكرها ابن مماتي في أعمال الغربية، وابن الجيعان ضمن أعمال فوه والمزاحمتين، وصارت تعرف حديثًا باسم كفر العلوي، وهي اليوم جزء من مدينة فوه. |
| منية الدبان      | ذكرها ابن مماتي في أعمال الغربية، وقال هي من كفور قلين. |
| منية العز الحافر | ذكرها ابن الجيعان في أعمال الغربية، وأرضها اليوم تابعة لقرية كفر العجمي. |
| منية بجال        | ذكرها ابن الجيعان في أعمال الغربية، وأرضها اليوم تابعة لقرية سيدي غازي. |
| منية علوان       | ذكرها ابن مماتي باسم «دبشو»، وابن الجيعان باسم «دبشو»، وقال وتُعرف أيضًا بـ «منية علوان» في أعمال الغربية، وفي تاري 1228هـ/1813م تغيّر الاسم إلى «ميت علوان»، ومع توسّع مدينة كفر الشيخ، صارت ميت علوان جزء من المدينة. |
| منية يزيد        | ذكرها ابن مماتي باسم «منية يزيد»، وقال هي من كفور شيشين الكوم، وابن الجيعان باسم «منية يزيد»، وقال هي «تلبنت» في أعمال الغربية. |
| نطوبس البصل      | ذكرها ابن مماتي في أعمال الغربية، وقال هي من كفور دميجمون، ومحلها اليوم قرية كفر إبراهيم. |
| نويش قليب        | ذكرها ابن مماتي، وقال هي من السنهورية، وابن الجيعان في أعمال الغربية، ومحلها اليوم «حوض كوم نويش» التابع لأراضي قرية الحمراء. |